# غربال برون

رسم بياني يوضح تقارب المنحنى لثابت برون. كل نقطة تمثل تأثير أزواج توائم الأعداد الأولية على تقارب المنحنى لثابت بروان. الخط الأحمر يمثل قيمة الثابت المحتملة وهي تقارب 1.9، بينما يمثل الخط الأزرق يمثل قيمته التي تم حسابها وهي أكبر قليلًا 1.83

في نظرية الأعداد، غربال برون (ويسمى أيضا غربال برون الخالص ) (بالإنجليزية: Brun sieve)‏ هو تقنية تمكن من تقريب حجم مجموعات من الأعداد الصحيحة الطبيعية والتي تخضع لجملة من الشروط عبر عنها بواسطة الحسابيات التوافقية. طور هذا الغربالَ فيغو برون عام 1915.

## تطبيقات
- مبرهنة برون، مجموع مقلوبات الأعداد الأولية التوأم يؤول إلى عدد ما (لا ينحرف، أي لا يؤول إلي ما لا نهاية له).
- مبرهنة شنايرلمان.